# کولنک (شهرستان نارین)
کولنک (به لاتین: Kulanak) یک منطقهٔ مسکونی در قرقیزستان است که در شهرستان نارین واقع شده‌است. کولنک ۲٬۷۰۵ نفر جمعیت دارد.